# Annemarie Gardshol
Annemarie Gardshol, född 14 januari 1967 i Ängelholm, är en svensk företagsledare. Sedan 2019 är hon PostNords verkställande direktör och koncernchef. Gardshol är norsk medborgare men har under större delen av sitt liv bott i Sverige.

## Biografi

### Uppväxt
Gardshol är uppvuxen i Stenungsund dit familjen flyttade när hon var tre år. Hon är utbildad civilingenjör inom industriell ekonomi, med examen 1991 vid Chalmers tekniska högskola. Sista året på Chalmers åkte hon på ett stipendium till London, där hon även tog en examen inom robotteknik vid Imperial College of Science and Technology.

### Karriär
Gardshol inledde 1992 sin yrkeskarriär som managementkonsult på det amerikanska strategi- och managementkonsultföretaget McKinsey & Company. Under sina sju år inom konsultföretaget arbetade hon mestadels i Sverige men även i Washington, DC i USA. Åren 2000–2011 arbetade Gardshol inom det medicintekniska företaget Gambro och var del i bolagets ledning, innan hon lämnade företaget för att fortsätta sin karriär inom PostNord-koncernen.
Gardshol rekryterades till PostNord-koncernen 2012,som strategichef och chef över eCommerce & Corporate Clients och 2015 utsågs hon till VD för dotterbolaget PostNord Strålfors. År 2018 blev Gardshol VD för PostNord Sverige. I april 2019 blev hon tillförordnad koncernchef för hela PostNord-koncernen, efter att tidigare VD Håkan Ericsson fått lämna posten på grund av PostNords långsiktiga lönsamhets- och förtroendeproblem. 1 november 2019 tillträdde hon som ordinarie koncernchef. På alla tre positionerna har Gardshol varit första kvinna.
Gardshol är sedan 2017 ledamot i styrelsen för Essity AB och sedan 2015 ledamot i styrelsen för Svenska Cellulosa AB, båda börsnoterade på Nasdaq Stockholm.
Hennes tidigare styrelseerfarenhet omfattar Bygghemma 2016–2016, Etac AB (del av familjeägda investmentbolaget Nordstjernan AB) 2012–2016, Ortivus AB 2008–2012, Semcon AB 2001–2008 och Swecare Foundation (delvis statligt ägd ideell organisation) 2007–2011.
År 2020 placerades Gardshol av affärstidningen Dagens Industri på plats 87 på listan över näringslivets 125 mäktigaste kvinnor.
År 2020 höjdes Gardshols lön i Postnord från 583.000 kronor till 708.000 kronor i månaden, en ökning på cirka 21 %. År 2021 höjdes den ännu en gång till 842.000 kronor i månaden. En ökning på cirka 19 %. År 2023 tjänade Gardshol drygt 935 000 kr i månaden.